# Gare de Fujimidai
La gare de Fujimidai (富士見台駅, Fujimidai-eki) est une gare ferroviaire de l'arrondissement de Nerima, à Tokyo au Japon. Elle est exploitée par la compagnie Seibu.

## Situation ferroviaire
La gare de Fujimidai est située au point kilométrique (PK) 8,3 de la ligne Seibu Ikebukuro.

## Historique
La gare a été inaugurée le 15 mars 1925 sous le nom de gare de Nukui. Elle prend son nom actuel en 1933.

## Service des voyageurs

### Accueil
La gare est située sous les voies qui sont surélevées. Elle est ouverte tous les jours. 

### Desserte
- Ligne Seibu Ikebukuro :
  - voie 1 : direction Tokorozawa et Hannō
  - voie 2 : direction Nerima (interconnexion avec la ligne Seibu Yūrakuchō pour Kotake-Mukaihara, Shibuya ou Shin-Kiba) et Ikebukuro